# Terratrèmol de Ljubljana de 1895

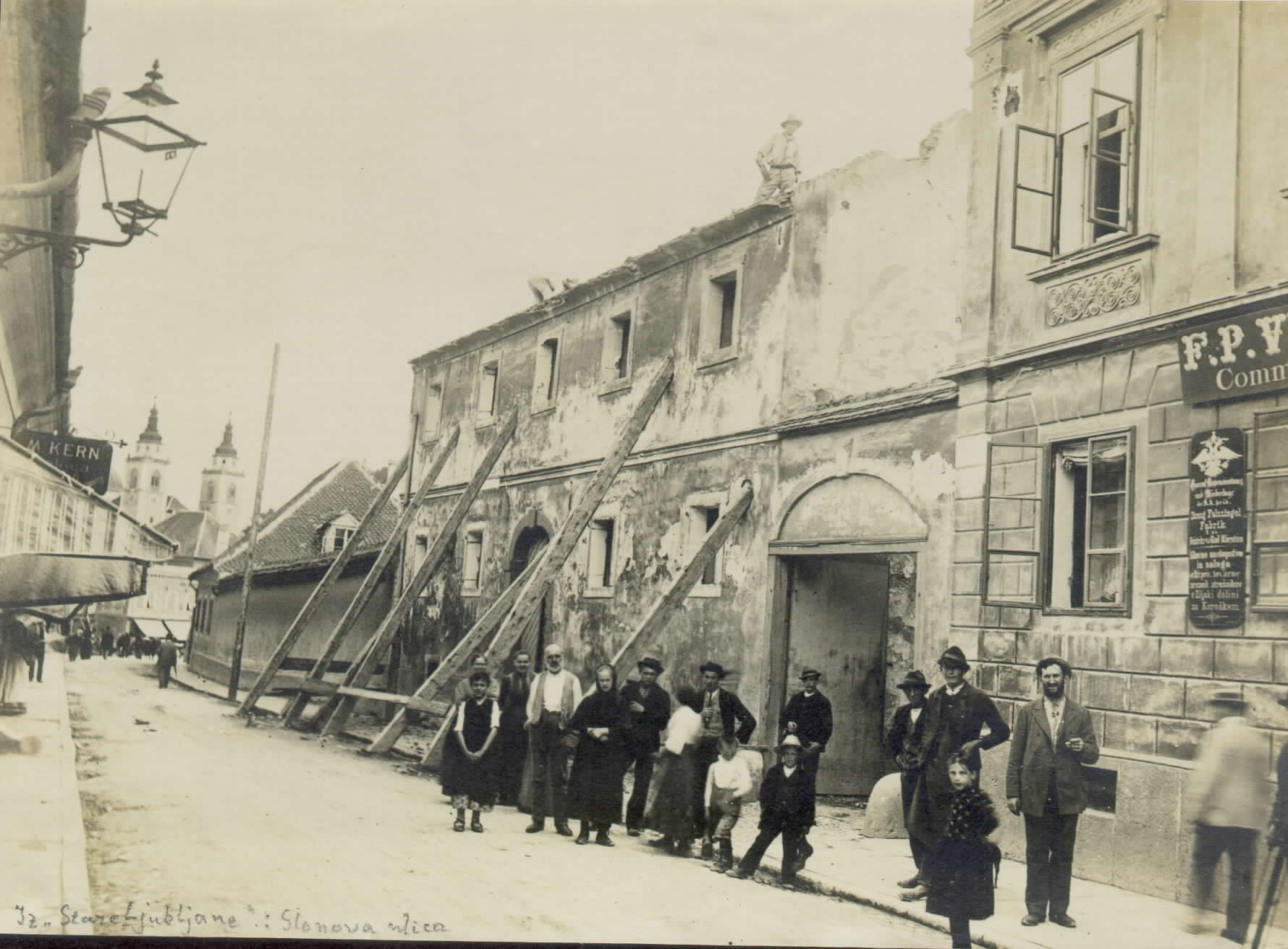
El carrer de Wolfova (Wolfova ulica)

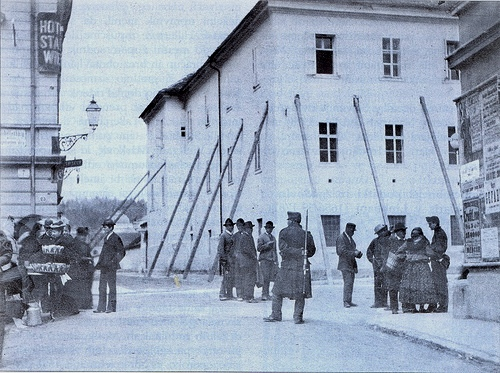
El Convent de l'Orde de Santa Clara, al lloc on actualment hi ha el Banc d'Eslovènia

El terratrèmol de Ljubljana (en eslovè, ljubljanski potres), també conegut com a terratrèmol de Pasqua (en eslovè, velikonočni potres), fou un terratrèmol que es produí a Ljubljana, capital de la Carniola i Eslovènia, el 14 d'abril de 1895, Diumenge de Pasqua. És l'últim terratrèmol i el més destructiu que ha afectat la zona.

## Terratrèmol
Amb una magnitud en l'escala de Richter de 6,1 i una intensitat màxima en l'escala de Mercalli de VIII–IX, el terratrèmol es va produir a les 20:17 UTC (22:17 hora local). L'epicentre del terratrèmol era a Janče, uns 16 km a l'est del centre de Ljubljana. El focus es trobava a 16 km de profunditat. El xoc es va notar en un cercle de radi 350 km i una àrea de 385.000 km², arribant a Assisi, Florència, Viena i Split. Durant els deu següents dies es van produir més de 100 rèpliques.

### Danys
Els danys més severs es van trobar en un cercle amb radi 18 km, des d'Ig fins a Vodice. En aquella època, la població de Ljubljana era de 31.000 habitants, amb uns 1.400 edificis. Un 10% dels edificis foren danyats o destruïts, tot i que poques persones van morir a la destrucció. A la plaça Vodnik (en eslovè, Vodnikov trg), un antic monestir, que tenia una escola diocesana per a noies i una biblioteca, quedà prou danyat com per haver de ser demolit; posteriorment, el lloc esdevindria un mercat (mercat central de Ljubljana, en eslovè, Osrednja ljubljanska tržnica), actualment un punt destacat de la ciutat. Es va estimar el cost dels danys en 7 milions de guldens.

### Resposta
El matí següent, el consistori municipal va adoptar mesures per ajudar les víctimes més afectades, va dirigir les forces policials en mesures per a més seguretat i per inspeccionar les cases danyades. Totes les escoles de la ciutat es van tancar temporalment, i algunes fàbriques van aturar també la seva operació. Pocs dies després es van crear refugis d'emergència per als sense-sostre. Molts ciutadans de Ljubljana van abandonar la ciutat com a refugiats. El menjar va començar a escassejar dins la ciutat, i s'hi van establir cinc cuines d'emergència que distribuïen diversos milers de plats cuinats al dia a preus baixos o gratuïts. Altres zones de l'Imperi Austrohongarès, especialment Viena, i els Països Txecs i Croàcia-Eslavònia, van col·laborar-hi. Un dels col·laboradors més implicats del consistori municipal, Ivan Hribar, fou elegit alcalde poc després i s'encarregà de la reconstrucció de la ciutat.

## Després del terratrèmol
Abans de l'esdeveniment, Ljubljana tenia aparença provincial. Va començar l'expansió de la ciutat i un canvi arquitectònic cap a la Secessió de Viena, que contrasta amb els edificis d'estil barroc anteriors al terratrèmol. El període de reconstrucció es va produir entre el 1896 i el 1910, i és conegut com el "renaixement de Ljubljana" no només a causa dels canvis arquitectònics, sinó també per les reformes en administració urbana, educació, sanitat i turisme que s'hi van fer. Entre el 1895 i el 1910, es van construir 436 nous edificis i se'n van renovar o ampliar centenars amb l'estil de la Secessió de Viena. La major part dels ponts, monuments, parcs i edificis principals de la ciutat són construccions posteriors al terratrèmol. El 1895 els habitants de Ljubljana van erigir a Janče una capella dedicada a la Mare de Déu del Roser perquè Maria els protegís dels desastres. A la ciutat s'hi va establir el primer observatori sismològic austrohongarès, al carrer Vega (en eslovè, Vegova ulica), el 1897.